# Georgetown (condado de Cass)
Georgetown es un área no incorporada ubicada en el condado de Cass en el estado estadounidense de Indiana.

## Geografía
Georgetown se encuentra ubicada en las coordenadas 40°44′26″N 86°30′17″O / 40.74056, -86.50472.